# NGC 4098
NGC 4098 (NGC 4099) é uma galáxia espiral (S?) localizada na direcção da constelação de Coma Berenices. Possui uma declinação de +20° 36' 24" e uma ascensão recta de 12 horas, 06 minutos e 03,7 segundos.
A galáxia NGC 4098 foi descoberta em 1785 por William Herschel.